# وندی چمبرلین
وندی چمبرلین (انگلیسی: Wendy Chamberlin)؛ (زادهٔ ۱۲ اکتبر ۱۹۴۸) دیپلمات اهل ایالات متحده آمریکا است. دیپلمات با سابقه ای است که در وزارت امورخارجه آمریکا و نمایندگی ایالات متحده آمریکا برای انکشاف بین‌المللی خدمت کرده‌است. وی در کمیساریای عالی سازمان ملل متحد برای پناهندگان (UNHCR) کار کرد و اکنون رئیس مؤسسه خاورمیانه می‌باشد.

## مناصب و فعالیت‌ها

### وزارت امور خارجه ایالات متحده آمریکا
- ۱۹۷۵ – عضو کمیسیون سیاستهای خارجی ایالات متحده
- ادارات مختلف

- اداره اسرائیل و روابط اعراب - اسرائیل
- مدیر اداره امورات منطقه ای
- مدیر مطبوعاتی امور عمومی در بخش خاور نزدیک
- دستیار ویژه امور آسیای جنوبی معاونت امور سیاسی وزیر امور خارجه
- مدیر کارمندان معاونت وزیر امور خارجه و دستیار وزیر امور خارجه در امور آسیای شرقی

- ۱۹۹۳ – ۱۹۹۶ معاون سرپرست سفارت در سفارتخانه آمریکا در کوالالامپور، مالزی
- ۱۹۹۶ – ۱۹۹۹ - سفیر آمریکا در لائوس (جمهوری دموکراتیک خلق لائوس)
- ۱۹۹۹ – ژوئیه، ۲۰۰۱ - معاون ارشد معاون وزیر در اداره مبارزه با مواد مخدر و امور بین‌الملل ۱۸ ژوئیه، ۲۰۰۱ – ژوئن ۲۰۰۲ - سفیر ایالات متحده در پاکستان
- ژوئن ۲۰۰۲ - سفیر ایالات متحده در پاکستان

### نمایندگی ایالات متحده آمریکا برای توسعه بین‌المللی
- ۲دسامبر، ۲۰۰۲ – به عنوان دستیار مدیر در اداره توسعه بین‌المللی آمریکا در بخش آسیا و خاور نزدیک منصوب شد.
- ۲۲ دسامبر، ۲۰۰۳ - به خدمت در اداره توسعه بین‌المللی پایان داد تا به کمیساریای عالی ملل متحد برای پناهندگان منتقل شود.

### کمیساریای عالی سازمان ملل برای پناهندگان(UNHCR)
- ۱۲دسامبر، ۲۰۰۳ - به عنوان معاون کمیساریای عالی سازمان ملل برای پناهندگان- رود لوبرس منصوب شد.
- ۱۹ ژانویه، ۲۰۰۴ به‌طور رسمی به عنوان معاون کمیساریای عالی پذیرفته شد.
- ۲۵ فوریه، ۲۰۰۵ – برای جمع‌آوری اعانه و کمکهای بشردوستانه برای سودان جنوبی فراخوان داد.
- ۱–۲۲ آوریل ۲۰۰۵ به کمپ‌های پناهندگان در سودان و چاد که زنان ترس و تردیدشان را از بازگرداندشان. به خانه ابراز کرده بودند رفت و از سودان خواست از از شهروندان خود محافظت کند.
- ۲۵ آوریل، ۲۰۰۵ طی سخنرانی ای در ژنو به نیاز پولی و بازگرداندن امنیت به منطقه جنگی دارفور در سودان تأکید کرد.
- ۲۲ژوئن، ۲۰۰۵ اعطای جایزه سالانه کمیساریا به مارگریت باراناکیتسه که به فرشته بوروندی مشهور است.
- ۱۶–۲۱ آوریل، ۲۰۰۶ برای دیدار بازماندگان زمین لرزه و اردوگاه‌های پناهندگان افغان به پاکستان رفت.
- ۱۸ دسامبر، ۲۰۰۶ از سومالیایی‌های جنگ زده و سیل زده در کمپهای پناهندگی در کنیا بازدید کرد.

### مؤسسه خاورمیانه
- ۱ مارس ۲۰۰۷ - ریاست مؤسسه خاورمیانه را عهده‌دار شد.